# Holoarctia puengeleri
Holoarctia puengeleri is een vlinder uit de familie van de spinneruilen (Erebidae), onderfamilie beervlinders (Arctiinae). De wetenschappelijke naam van de 
soort is voor het eerst geldig gepubliceerd in 1927 door Bang-Haas.
Deze nachtvlinder komt voor in Europa.